# Варасьё
Варасьё (фр. Varacieux) — коммуна во Франции, находится в регионе Рона — Альпы. Департамент коммуны — Изер. Входит в состав кантона Сюд Грезиводан. Округ коммуны — Гренобль.
Код INSEE коммуны — 38523. Население коммуны на 2012 год составляло 854 человека. Населённый пункт находится на высоте от 326  до 704  метров над уровнем моря. Муниципалитет расположен на расстоянии около 470 км юго-восточнее Парижа, 75 км юго-восточнее Лиона, 31 км западнее Гренобля. Мэр коммуны — Georges Payre-Ficout, мандат действует на протяжении 2014—2020 гг.
Динамика населения (INSEE):